# Canal J
Canal J est une chaîne de télévision thématique française, détenue par le Groupe M6. Historiquement, Canal J est la première et la plus ancienne chaîne câblée française à thématique jeunesse, destinée au public de 7 à 14 ans, TiJi occupant la cible des 3 à 7 ans.

## Historique
Créée le 23 décembre 1985 à l’initiative du groupe Hachette, Canal J est tout d’abord diffusée à la télévision par câble a Cergy-Pontoise, puis à Paris le 25 novembre 1986, suivi de Nice et Montpellier le 12 février 1987, puis petit a petit dans plusieurs villes française au fil de plusieurs années. La chaîne diffusait principalement des dessins animés à l’intention des 3-13 ans par cassettes vidéo en tête de réseau. La grille des programmes est composée de modules multidiffusés, de 10h à 20h, tous les jours,.
À partir de janvier 1988, Canal J est exploitée au sein d’une nouvelle société constituée autour d’Europe 1 Communication et de trois câblo-opérateurs : Communication et Développement, Lyonnaise Communications (dirigé par Patrick Lefort) et Générale d’Images. Dans le cadre de cette nouvelle structure, Canal J est la première chaîne à s’ouvrir, en juin 1988, à l’ensemble des systèmes de télédistribution : les réseaux câblés et les antennes collectives grâce au système satellitaire Télécom 1C. La chaîne passe de 50 000 à 100 000 abonnés et amorce alors son développement sur le câble.
Le 13 avril 1989, la chaîne bénéficie d'un nouvel habillage et le logo change. La programmation évolue aussi au profit de la fiction, des films, des magazines, des documentaires et des jeux. Des rendez-vous réguliers s’instaurent, l’offre de programmes et l’éventail de genres s’élargissent et se renouvellent. Peu à peu, la part de dessins animés s’amenuise[réf. nécessaire].
En 1990, l'abandon du projet coûteux de diffusion hertzienne par abonnement (Paris et vingt-deux villes en France) et satellitaire en réception directe TDF 1 permet de lancer une stratégie d’investissement sur l’avenir dans les programmes. Canal J conforte sa position sur le câble. Cette période marque le début de la politique de production et de coproduction de programmes (avec l'émission Cajou, les séries Le Trésor des Templiers et Les Histoires du père Castor). La même année le nombre d’abonnés passe de 330 000 à 550 000 foyers.
Le 14 novembre 1992, le lancement du bouquet CanalSatellite analogique (télédiffusion par satellite de sept chaînes thématiques) permet à Canal J d’être reçue dans toutes les villes, les villages et lieu-dit en France. La chaîne partage son canal avec Canal Jimmy, ce qui suscite des confusions. Le 19 novembre sort Les Bêtises d'Henri Dès, la première chanson adaptée en dessin animé diffusée sur Canal J.
En 1993, Canal J créé l’événement en rediffusant quotidiennement L'Île aux enfants permettant aux nostalgiques des années 1970 de retrouver Casimir et Léonard et en attirant par la même un public plus âgé. La chaîne diffuse aussi Spirou et des magazines incarnés exclusifs, comme Ciné Furax ou Atomes crochus, lui permettant de toucher un public encore plus large.
Le 23 décembre 1995, Canal J fête ses dix ans et, pour la première fois, la chaîne atteint l’équilibre financier,.
Canal J est inclus dans le bouquet numérique de CanalSatellite lancé en 1996, et ses magazines sont diffusés sur Canal France international (CFI) à partir du 1er mai 1996 dans un module de deux heures de programmes de Canal J destiné à l’Afrique, le Proche et Moyen-Orient et l’Asie.
En février 1997, la chaîne lance son site internet canalj.net qui est primé à Biarritz la même année. Le site est entièrement repensé le 1er janvier 2001 pour devenir le premier site éditorial et communautaire des chaînes jeunesse à destination des enfants.
La chaîne fête ses quinze ans à Noël 2000 et, forte de son succès, lance une déclinaison destinée aux enfants de moins de sept ans : TiJi. Canal J est alors la seule chaîne jeunesse présente sur tous les bouquets câble et sur Canalsat.
Le 4 avril 2001, la chaîne diffuse Titeuf en première diffusion.
Canal J lance Mémomix en mars 2003, ce qui porte à huit le nombre d’émissions à l’antenne. La chaîne est alors la deuxième chaîne du câble et du satellite.
La candidature de Canal J est retenue par le CSA pour sa diffusion payante en plein canal sur la télévision numérique terrestre (TNT) et sa convention est signée par le Conseil Supérieur de l’Audiovisuel (CSA) en mai 2003. La chaîne est reçue par 3,5 millions de foyers abonnés et ses audiences sont en hausse.
À la suite de la fusion Canalsat/TPS, Canal J et TiJi arrivent sur TPS durant l’été 2007[réf. nécessaire].
Le 27 août 2007, la chaîne change son logo et sa programmation passe en diffusion 24h sur 24.
Les coûts de diffusion sur la TNT payante revenant trop cher pour être amortis par le faible nombre d'abonnements, la chaîne rend sa fréquence TNT le 30 avril 2009,.
La chaîne passe en haute définition le 13 janvier 2015.
En 2015, Canal J fête ses 30 ans. À cette occasion, la chaîne adopte un nouveau logo et un nouvel habillage conçus par l'agence Motionfanclub, et passe en haute définition. Des séries inédites sont également diffusées à partir de la rentrée de septembre avec notamment Thunderbirds, Sailor Moon Crystal et La Boucle infernale.
Bouygues Telecom et Lagardère Active ont signé un accord prévoyant la diffusion des chaînes jeunesse sur le réseau de Bouygues Télécom. Ainsi, Canal J et TiJi quittent l'exclusivité française de Canalsat et Numericable et vont rejoindre le bouquet le bouquet Bbox Grand Angle à partir du 11 avril 2016.
À partir du 25 avril 2016, Canal J lance sa toute première série d'animation en créole pour le public ultramarin des Antilles françaises à cette occasion les équipes du groupe Lagardère iront à la rencontre des abonnés en Guadeloupe et Martinique d'après un communiqué publié par Canal J. Sonic Boom sera la première série d'animation traduite en créole et sous-titrée en français. Cela fait de cette chaîne le premier canal français métropolitain à diffuser une série d’animation en créole (qui est considéré comme langue d’Outre-mer par le gouvernement).
Le 12 juillet 2016, Lagardère Active signe un accord avec Orange pour la diffusion de Canal J et Tiji. De même pour SFR sur le xDSL/ADSL.
Depuis le 24 mai 2019, Canal J appartient au Groupe M6 après que Lagardère interactive a cédé la majorité de son pôle télévision,. L'annonce du transfert au Groupe M6 est effective depuis le 2 septembre 2019.
La chaîne ainsi que TiJi devaient initialement quitter Les Offres Canal+ à compter du 30 juin 2022, tout en restant diffusées chez les autres opérateurs.
Le Groupe M6 et le Groupe Canal+ réussissent finalement à trouver un accord concernant Canal J, TiJi, RFM TV et MCM qui vont finalement poursuivre leurs diffusions dans Les Offres Canal+.

### Identité graphique[réf.souhaitée]
Le septième logo mis en place du 13 janvier 2015 au 26 août 2019, arbore un Canal J dans un cube avec une nouvelle typographie. Il est a noter par ailleurs que le J du logo sera réutilisé pour le nouveau logo de la chaîne soeur TiJi dès août 2016.
Depuis le lundi 26 août 2019 à 6 h 00, un nouveau logo est mis en place pour la chaîne, le huitième de son histoire. Il garde la forme carré du septième logo ainsi que sa typographie mais devient arrondi sur les bords, rappelant le logo de la chaîne Gulli désormais chaîne soeur depuis le rachat par le groupe M6. La chaîne adopte alors un nouvel habillage, créé par l'agence Motionfanclub.

Logo de Canal J du 23 décembre 1985 au 12 avril 1989.
Logo de Canal J du 13 avril 1989 au 7 décembre 1990.
Logo de Canal J du 8 décembre 1990 au 4 octobre 1996.
Logo de Canal J du 5 octobre 1996 au 29 octobre 1999.
Logo de Canal J du 30 octobre 1999 au 14 décembre 2000.
Logo de Canal J du 15 décembre 2000 au 25 août 2007.
Logo de Canal J du 26 août 2007 au 29 août 2009.
Logo de Canal J du 30 août 2009[28] au 13 janvier 2015.
Logo de Canal J du 13 janvier 2015 au 26 août 2019.
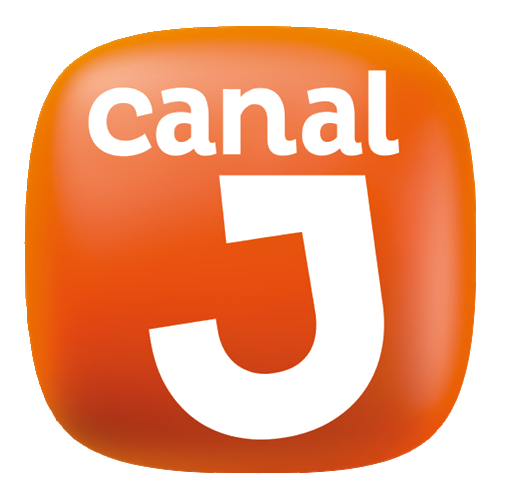
Logo de Canal J depuis le 26 août 2019.

## Slogans
- Du 23 décembre 1985 au 12 avril 1989 : « Canal J, une chaîne pour les enfants faite par des enfants »[29]
- Du 8 décembre 1990 au 6 mars 1993 : « Canal J, le petit écran qui voit grand pour les enfants »
- Du 17 mars 1993 au 4 octobre 1996 : « Ma première télé intelligente »
- Du 5 octobre 1996 au 29 octobre 1999 : « La télé qui fait grandir »
- Du 30 octobre 1999 au 14 décembre 2000 : « C'est toi qui vois »
- Du 15 décembre 2000 au 12 novembre 2001 : « Ça déchire »
- Du 12 novembre 2001 au 25 août 2006 : « ZZZaka »
- Du 25 août 2006 au 26 août 2007 : « C'est un copain en plus »
- Du 27 août au 26 septembre 2007 : « C'est trop bien »
- Du 26 septembre 2007 au 24 décembre 2010 : « La télé complètement allumée ! »
- Du 24 décembre 2010 au 5 septembre 2011 : « Canal J, la télé qui n'est pas GNAGNAGNAGNAGNA »
- Du 5 septembre 2011 au 16 mars 2014 : « Pense à délirer plusieurs fois par jour »
- Du 17 mars 2014 au 12 janvier 2015 : « L'éclate avec tes potes »
- Du 13 janvier 2015 au 26 août 2016 : « Tous les jours retrouve tes héros »
- Du 29 août 2016 au 25 août 2019 : « La chaîne de toutes les aventures »
- Depuis le 26 août 2019 : « Canal J, C'est nouveau dans ta télé »

## Organisation

### Dirigeants

#### Directrice déléguée France et International
- Caroline Cochaux (2013-2019)
- Philippe Bony (depuis septembre 2019)

#### Directeur délégué adjoint France et International
- Julien Figue

#### Directrice des Antennes
- Caroline Mestik

### Anciens dirigeants
- Directeurs généraux
  - Monique Annaud : 23 décembre 1985 - 1991
  - Ève Baron : 1991-1994
  - Claude-Yves Robin : 1994-2002
- Présidents-directeurs généraux
  - Claude-Yves Robin : 2002 - 25 août 2005
  - Emmanuelle Guilbart : 2005 -2010
- Directeur des programmes
  - Ève Baron : 1990 -1999
  - Pierre Belaïsch : 1999 -2010
- Secrétaire Général des Programmes et des Antennes
  - Laurent Micouleau (2009-2013)
- Directeur artistique 
  - Tristan Dauly (2003-2007)

### Capital
Canal J SAS possède un capital de 15 680 000 € détenu à 100 % par le Groupe M6.

### Sièges
Le siège initial de Canal J était situé au 91 bis rue du Cherche-Midi à Paris.
La chaîne déménage dans le XVe arrondissement au 78, rue Olivier-de-Serres en 2003, dans un immeuble abritant la radio RMC ainsi que toutes les chaînes thématiques du groupe Lagardère Active.
Depuis 2008, le siège de la chaine se trouve dans le 8e arrondissement au 28 rue François-Ier depuis 2008 auprès des autres chaines du pôle de télévision Lagardère Active ainsi que des stations de radio Europe 1, RFM et Virgin Radio.

### Audiences
En mars 2015, Canal J affichait 1,4 % de PdA auprès des 4-10 ans, en progression de +56 % en un an, et de 1,1 % de PdA sur les 4-14 ans (+38 % en un an). La chaîne enregistrait près de 125 000 vues en moyenne par mois, soit une progression de +53 % par rapport à la même période en 2013-2014.

### Évolution du nombre d'abonnés
| Lancement | Juin 1988 | Fin 1989 | Courant 1990 | 1991    | 1994      | Décembre 1995 | Janvier 1998 | Décembre 2000 | Mai 2003  | Été 2007  |
| --------- | --------- | -------- | ------------ | ------- | --------- | ------------- | ------------ | ------------- | --------- | --------- |
| 300       | 100 000   | 160 000  | 300 000      | 550 000 | 1 000 000 | 1 500 000     | 2 000 000    | 3 000 000     | 3 500 000 | 5 500 000 |

## Animateurs
- Antoine Rabault, Nicolas Turquin et Andy Pimor (depuis 2009) : Le Big Jump
- Waly Dia: Canal J Battle Dance
- Noémie Churlet : Mes tubes en signes

### Les anciens animateurs
- Billy animateur de l'émission hebdomadaire musical Iapiap ! de 2000 à 2008.
- Khriss
- Laurent Romejko
- Laurent Mariotte : présentateur de Cajou, Domino, Zboggum et Watafon de 1991 a 1998.
- Dominique Duthuit : « madame cinéma » de la chaîne, elle a animé Cajou et Ciné Furax.
- Yann Salley, animateur Sciences, on tourne de 1992 à 1995.
- Jean-François Bordier : animateur de Cajou et présentateur de l'émission scientifique Atomes crochus, s'est particulièrement distingué en incarnant le Captain J, héros de la chaîne expliquant le monde aux enfants. Il est aujourd'hui le plus célèbre narrateur des documentaires de France 5.
- Emmanuel Chain : animateur de l'émission hebdomadaire Regarde le monde de 1993 à 1995
- Christine Ockrent était aussi dans l'émission Regarde le monde de 1995 à 1996.
- Bertrand Amar, le « monsieur jeu vidéo » de la chaîne, avec les émissions Des souris et des Rom de 1995 a 1999, Faut que ça saute !, Re-7.
- Anne Meson, animatrice de l'émission de variétés Tarmac de 1995 à 1996.
- Pierre-Luc Séguillon : animait l'émission hebdomadaire Regarde le monde de 1996 à 1997.
- Thomas Sotto : il a présenté le JTJ, journal d'actualités pour les enfants, de septembre 1999 à 2000[31]. À la suite d'un grave accident de moto en 2000, il quitte la présentation de l'émission qui s'arrête quelques mois plus tard.
- Mehdi Harbaoui : il a présenté le jeu itinérant Pas d'quartier.
- Vanessa de Clausade : elle a animé Faut que ça saute !, Le Grand Match Canal J et Le monde est scoop.
- Samantha Vandersteen : tenait une rubrique dans Faut que ça saute ! puis dans Lollytop de 2003 à 2004. Elle habite désormais à San Francisco et est membre de la compagnie de théâtre « La D-Boussole ».
- Claire Pérot, animatrice de l'émission féminine de la chaîne Lollytop de 2002 à 2004.
- Marina Tomassi, présentatrice de Lollytop de 2005 à 2006.
- Stéphanie Loire, présentatrice de Lollytop de 2005 à 2006.
- Olivier Ligné, animateur ayant présenté 200 secondes, Faut que ça saute !, Le monde est scoop, Le Grand Match Canal J, Blagadonf, Mort de rire !, Mémomix, Show-Live et La Toile infernale.
- Jordan de 1996 à 2005 et de 2008 à 2015
- Nicholas Vachet de 2006 à 2013
- Anthony Soulebieux de 2000 à 2013

### Voix antenne
- Lorenzo Pancino (2001 - 2010)
- Donald Reignoux et Alexis Tomassian (2002 - 2003, Zaka)
- Damien Hartmann (depuis décembre 2010).
- Emma Deschandol (2010 - 2019)
- Célia Asensio (depuis le 26 août 2019)

## Programmes
À sa création et jusqu’en 2000, la chaîne était considérée comme éducative et offrait des programmes sans aucune violence, ainsi que des programmes pour les tout petits. Un changement à la direction de la chaîne et la création d’une déclinaison destinée aux tout petits, TiJi, l’a réorientée sur des programmes moins éducatifs et plus internationaux. Les émissions de plateau, comme la mythique Cajou, se sont alors faites plus rares au profit du Show-Live ou de Iapiap !.

## Diffusion
En France, Belgique, Luxembourg, Suisse, Monaco et Afrique :
- par satellite : Canal+ : chaîne no 144, Fransat : chaîne n°67, TéléSAT : chaîne n°42, Canal+ Caraïbes : Chaîne no 154, StarTimes : chaîne no 699
- par câble : SFR (Numericable) : chaîne no 210, SFR Luxembourg : chaîne no 112, SFR Caraïbe : canal 70, Voo : chaîne n°76, Telenet : chaîne n°410, Monaco Telecom : chaîne no 98, Vialis : chaîne no 382, UPC Suisse : chaîne n°196, Net+ : chaîne n°36 et tous les autres opérateurs locaux du câble en France.
- par ADSL : Proximus TV : chaîne no 44 (bouquet Family), Scarlet : chaîne n°154, Bouygues Télécom : chaîne no 101, Mediaserv : chaîne no 49, Orange : chaîne no 95, SFR[32] : chaîne no 210, Freebox TV : chaîne no 149
- par TNT : StarTimes : canal 365

Canal J était également disponible sur la chaîne no 47 de la TNT payante entre 2005 et 2009.
La chaîne émettait auparavant de 7 h à 21 h, laissant ensuite la place à Canal Jimmy de 21 h à 7 h le lendemain ; puis de 7 h à minuit. La chaîne émet actuellement 24h/24.